# The Antarctic Sun
The Antarctic Sun è una rivista online che riporta "Notizie circa il Programma Antartico degli Stati Uniti d'America, il ghiaccio e la popolazione (dell'Antartide)".
Fondata dalla National Science Foundation (contratto n. NSFDACS1219442) grazie a un contratto con il suo principale fornitore civile, il Lockheed Martin Antarctic Support Contract, la rivista si occupa della pubblicazione di articoli scientifici d'avanguardia sin dall'estate australe del 1997-98. Le sue origini sono comunque molto meno recenti e possono essere ricondotte agli anni sessanta, anni in cui la marina militare degli Stati Uniti d'America stava ancora approntando le strutture del Programma Antartico Statunitense, quando operatori volontari della marina crearono dapprima il McMurdo News, in occasione dell'International Geophysical Year, e poi il McMurdo Sometimez (così chiamato in riferimento agli intervalli di tempo irregolari che intercorrevano tra un numero e l'altro).
Dall'estate australe del 1997-98 a quella del 2006-07, il The Antactic Sun è stato prodotto presso la stazione McMurdo fra i mesi di ottobre e febbraio; da ottobre 2007, invece, il sito è gestito da una sede nell'area di Denver, in Colorado.
Il sito della rivista tratta sia argomenti scientifici che di intrattenimento. I primi includono, tra gli altri, articoli di biologia, glaciologia, geologia, astrofisica e oceanografia, mentre gli articoli di intrattenimento includono servizi sulla storia dell'esplorazione antartica, le operazioni del Programma Antartico degli Stati Uniti d'America e i profili delle persone che vi prendono parte.

## Giornalisti delThe Antarctic Sun
In ordine crescente di anzianità di servizio, i giornalisti del The Antarctic Sun sono:
- Peter Rejcek
- Steven Profaizer
- Steve Martaindale
- Emily Stone
- Kristan Hutchinson
- Brien Barnett
- Kris Kuenning
- Melanie Conner
- Mark Sabbatini
- Jeff Inglis
- Beth Minneci
- John Landis
- Aaron Spitzer
- Ginny Figlar
- Alexander Colhoun